# Qazvin
Qazvin (in persiano قزوین‎) è il capoluogo dell'omonima provincia nell'Iran nord-occidentale. Si trova a un'altitudine di 1300 m s.l.m. ai piedi dei monti Elburz e aveva, nel 2016, 402 748 abitanti.
Dista 150 km dalla capitale Teheran ed è posta su un antico tracciato che collegava la capitale e la citta di Rey con l'Azerbaigian. È collegata alle città caspiche di Rasht e Bandar-e-Anzali a nord e con Hamadan a sudovest, da cui parte anche la strada per l'Iraq.
Secondo gli antichi storici come Hamdallah Mustawfi, la città sorge su un sito che un tempo ospitava un'antica città fondata dallo scià sasanide Sapore II, che a sua volta era stata fondata sui resti di un centro più antico fondato da Sapore I.
Qazvin si trova sulla linea ferroviaria Astara-Rasht-Qazvin.

## Geografia fisica

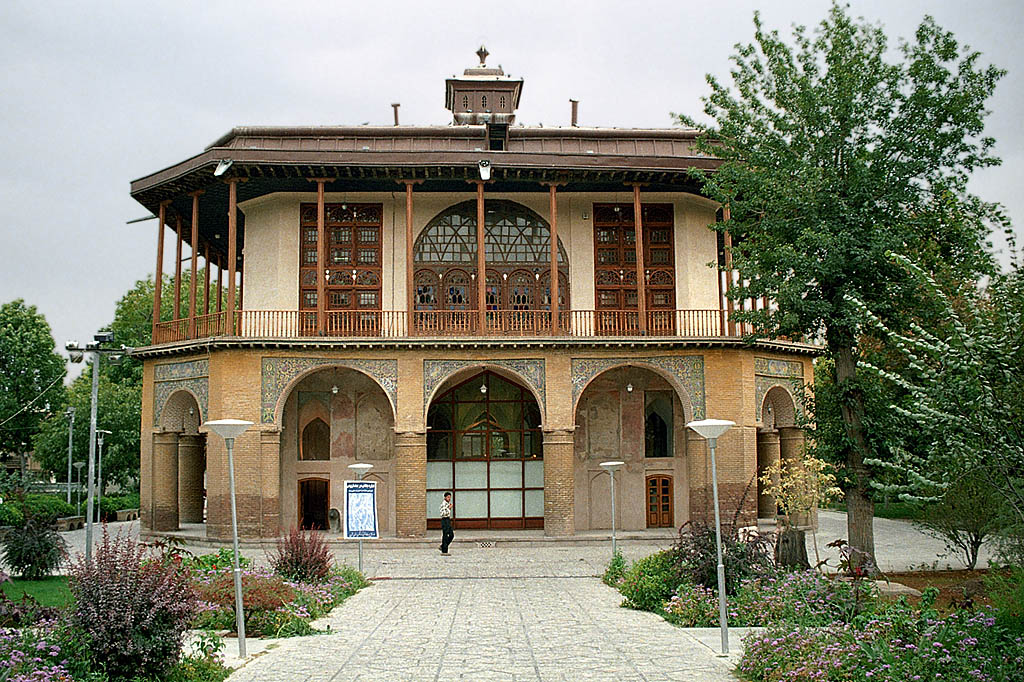
Il padiglione Chehel Sotun, unico resto del palazzo reale di Tahmasp I.

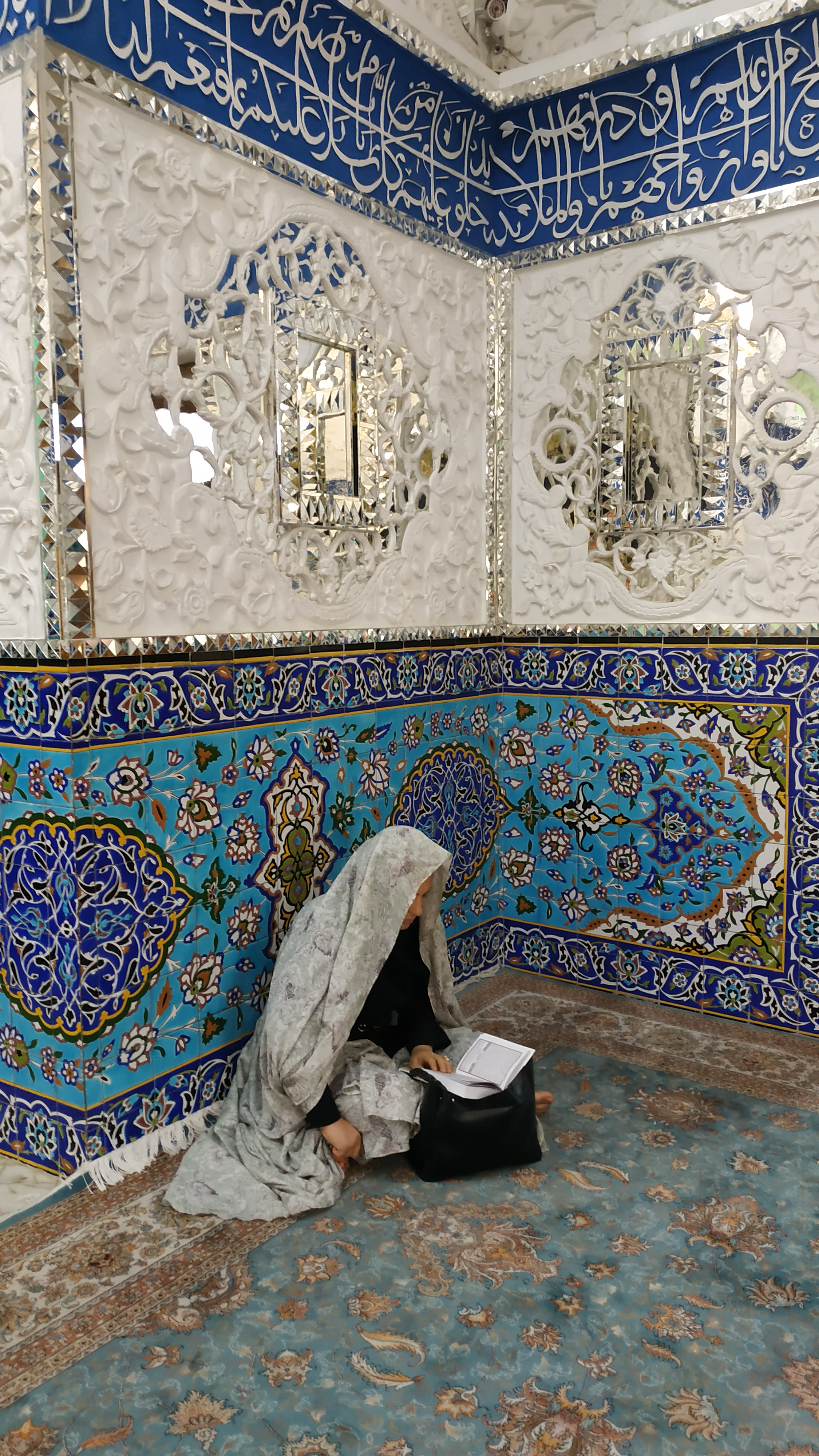
Donna che prega in una moschea a Qazvin.

### Territorio
Qazvin è posta in una grande pianura alluvionale a sud della parte occidentale della catena dei monti Elburz, all'incrocio della via che collega Teheran a Rasht con la via che collega Teheran a Tabriz. Da essa partono anche le vie per Qom e per Hamadan.

### Clima
Il clima di Qazvin è di tipo temperato, con temperature massime in estate che toccano i 34,5 °C e con temperature minime in inverno che arrivano a −5,4 °C. Le piogge annuali arrivano a 339,1 mm e le nevicate sono frequenti a gennaio e a febbraio.

## Storia
Nonostante la sua posizione strategica, Qazvin non raggiunse mai la stessa importanza di Rey, Nishapur o Esfahan nel Medioevo, e ciò si spiega in parte con la mancanza di acqua che non garantiva la fertilità della zona. Secondo al-Istakhri, l'acqua potabile era garantita dalle piogge e dal qanat, tuttavia il suo flusso riusciva a servire abbondantemente la città solo in primavera e non in estate. Per ovviare a queste problematiche, nel 1936 venne fondata l'Autorità dello Sviluppo di Qazvin.
Durante l'impero sasanide la città fungeva da frontiera e da guarnigione per il respingimento degli attacchi dei daylamiti. Venne conquistata da Al-Bara' ibn Azib e da Zayd ibn Jabal al-Țāīin nel 644 durante il califfato di ʿOmar ibn al-Khaṭṭāb. In epoca islamica crebbe di importanza commerciale e fu trasformata in una provincia (shahr) da Hārūn al-Rashīd e ceduta ai distretti di Bashariyyat e di Dashtbi. Nel 897 alla città venne annessa Kharraqan.
Hamdallah Mustawfi sostiene che la città fosse circondata da giardini, frutteti e vigne, e che producesse uva, mandorle, pistacchi, uva sultanina e grano. I cammelli allevati in questa zona erano i più pregiati.
Durante la dinastia Qajar si sviluppò ulteriormente il commercio e vennero migliorati i collegamenti con le altre città. Nonostante ciò, nel XIX secolo non si registrò un incremento della popolazione. Durante la rivoluzione costituzionale persiana Qazvin venne rappresentata da due membri dell'Assemblea costituente.
La città fu interessata da diversi terremoti nel corso dei secoli. Nel 1809 James Justinian Morier rilevò che Qazvin era pressoché in rovina per via di un terremoto verificatosi poco prima. Ulteriori scosse si registrarono nella piana meridionale di Qazvin nel 1962.
Sotto Reza Shah le vie di comunicazione vennero migliorate, tuttavia la città perse il suo status di centro commerciale. La popolazione, in particolare i commercianti, si spostò gradualmente verso la capitale Teheran.

## Monumenti e luoghi di interesse
La maggior parte dei monumenti medievali di Qazvin è andata perduta. La costruzione delle mura cittadine fu avviata da Hārūn al-Rashīd. Inizialmente comprendevano 206 torri e 12 porte e vennero ricostruite nel 1176 da Sadr al-Din al-Maraghi con mattoni di fango.
Il monumento islamico più antico della città tutt'oggi esistente è la stanza di preghiera della moschea del Venerdì, datata tra il 1106 e il 1114. Di alcuni anni più tardi è la moschea Haydariyya, mentre in epoca mongola venne costruito il mausoleo di Hamdallah Mustawfi.
L'unico monumento completamente safavide è ciò che rimane del palazzo di Tahmasp I (Chehel Sotun), adibito a museo. Due monumenti del XVI secolo sono la moschea Al-Nabi e l'Imamzadeh Hossein.

## Società

### Etnie e minoranze straniere
In svariati distretti vivono alcune tribù come gli inallu e i shahsevan, stanziatisi nella zona nel XVIII secolo per volere di Muḥammad Khān Qājār.

### Lingue e dialetti
La popolazione di Qazvin è prevalentemente di lingua turca, retaggio lasciato dalle tribù turche che si stanziarono nella regione ai tempi dell'impero mongolo. Nello Shahrestān di Boyinzahra è parlata la lingua tati.

## Geografia antropica

### Suddivisioni amministrative
Lo Shahrestān di Qazvin comprende 6 distretti (bakhsh):
- Centrale
- Ab Yak
- Mu'allim Kalaya
- Avij
- Diya'abad
- Bu'in

## Economia
Qazvin, e in particolare il villaggio limitrofo di Shāl, è nota per l'allevamento di pecore. La tessitura è sempre stata praticata nella zona, ma non ha mai raggiunto standard qualitativi elevati come a Esfahan, Kashan o Kerman.